# Międzynarodowe Stowarzyszenie Inżynierów Informatyki
Międzynarodowe Stowarzyszenie Inżynierów Informatyki powstało w 2007 roku, na skutek pojawienia się szerokiej 
inicjatywy wielu fachowców i profesjonalistów w dziedzinie nauk informatycznych z kraju i zagranicy, którzy pragnęli połączyć swoje siły oraz wiedzę, tak aby możliwe było skuteczne działanie w zakresie promocji i rozwoju profesjonalnego podejścia do nauczania nauk informatycznych wśród dzieci i młodzieży.
Głównym kierunkiem działań Stowarzyszenia MSII jest rzetelna i profesjonalna pomoc w nauce zagadnień  z dziedziny 
informatyki tak, aby oprócz czystej wiedzy teoretycznej, młodzi ludzie poznali również zagrożenia jakie ukryte 
są w wirtualnym świecie komputerów i sieci internet. Działanie Stowarzyszenia ma na celu również szeroką pomoc 
dla dzieci szczególnie uzdolnionych  w zakresie nauk informatycznych poprzez stypendia naukowe, wyjazdy zagraniczne 
i specjalistyczne kursy szkoleniowe.
Wśród członków stowarzyszenia są osoby z kraju i z zagranicy, głównie z Wielkiej Brytanii. 
Stowarzyszenie współpracuje z Muzeum Diecezjalnym w Kielcach (Wystawa Ikony).
W 2011 stowarzyszenie zawiesiło działalność i wyłączyło swoją stronę www. 